# Ameenah Gurib
Ameenah Gurib-Fakim (Savanne, 17 ottobre 1959) è una politica mauriziana, Presidente di Mauritius dal giugno 2015 al marzo 2018.
Prima donna eletta presidente del paese, dopo la presidenza ad interim di Monique Ohsan Bellepeau, dal 2017 fu al centro di uno scandalo per la sua vicinanza al controverso faccendiere angolano Álvaro Sobrinho. Dopo la conseguente crisi istituzionale, rassegnò le dimissioni nel marzo 2018.

## Biografia
Nata nel villaggio di Surinam dai genitori Hassenjee Gurib e Firdaus Durgauhee, è cresciuta a Plaine Magnien, completando gli studi alla scuola elementare di Saint-Patrice. Si è poi trasferita nel convento di Mahébourg di Loreto, ottenendo il suo diploma di scuola superiore al convento Quatre Bornes di Loreto. In seguitò si trasferì in Inghilterra per studiare chimica, laureandosi all'Università del Surrey  nel 1983. Dopo aver conseguito il dottorato di ricerca in chimica organica all'Università di Exeter, è tornata in patria nel 1987 per insegnare tale materia all'Università di Mauritius.
Nel 2001 lavorò come Direttore Generale del CIDP Research & Innovation (ex Centro per la ricerca fitoterapica - CEPHYR). In precedenza, è stata Professore con una cattedra personale di Chimica Organica all'Università di Mauritius (2001) e dove ha ricoperto successivamente il ruolo di Preside della Facoltà di Scienze e di Pro-Vicecancelliere (2004-2010). Ha anche lavorato presso il Consiglio delle ricerche di Mauritius come responsabile della ricerca (1995-1997). Ha ricoperto il ruolo di Presidente del Consiglio Internazionale per l'Unione Scientifica - Ufficio Regionale per l'Africa (2011-2014).

### Carriera politica
Nel dicembre 2014 è stata selezionata come candidata alla presidenza dell'Alleanza del popolo (Alliance Lepep). Dopo le dimissioni di Kailash Purryag il 29 maggio 2015, sia il primo ministro Anerood Jugnauth che il leader dell'opposizione Paul Berenger hanno accolto favorevolmente la sua nomina, che è stata approvata all'unanimità dall'Assemblea nazionale.
Dal 2017, Gurib fu oggetto di critiche per la sua vicinanza ad Álvaro Sobrinho, un controverso uomo d'affari angolano che la aveva nominata presidente del consiglio di amministrazione della propria fondazione Planet Earth Institute (PEI). In seguito Garib chiese via e-mail alla Commissione dei servizi finanziari di rilasciare a Sobrino un'autorizzazione per l'apertura di una banca; nello stesso periodo svolse diversi incarichi pagati dalla fondazione PEI. Lo scandalo raggiunse il culmine nella prima settimana di marzo 2018, quando si scoprì che Ameenah Gurib aveva speso diverse centinaia di migliaia di rupie per acquisti personali, utilizzando tra l'altro una carta di credito Platinum offerta dal Planet Earth Institute (PEI).
Dal momento che l'articolo 30 della Costituzione mauriziana vieta al Capo dello Stato di ottenere alcun beneficio, emolumenti o reddito oltre allo stipendio parato dallo Stato per la sua funzione, il governo guidato da Pravind Jugnauth chiese le immediate dimissioni della Presidente, per non mettere in imbarazzo il Paese in vista delle celebrazioni del 50º anniversario dell'indipendenza di Mauritius. Dopo aver chiesto udienza alla Presidente, Jugnauth dichiarò di essere in totale disaccordo con essa. Ciò portò ad una gravissima crisi costituzionale, mentre folle di cittadini iniziarono a protestare e chiedere le dimissioni presidenziali. Il 9 marzo 2018, il Primo Ministro annunciò che la Presidente aveva accettato di presentare le proprie dimissioni, a partire dal 12 marzo 2018, giorno successivo al 50º anniversario dell'indipendenza.
Tuttavia, in seguito Gurib si rifiutò di dimettersi, rivendicando la sua innocenza e insinuando di essere stata trascinata nella questione da altre persone coinvolte (alcune fonti politiche presumevano che vi fossero tre membri del governo coinvolti). Mentre il governo stava cercando una soluzione costituzionalmente legale per obbligarla a lasciare la presidenza, Garib mantenne la sua posizione, nominando inoltre il 16 marzo 2018 una commissione d'inchiesta per rendere pubblico l'intero scandalo e per dimostrare la sua innocenza. Tuttavia, molti esperti costituzionalisti criticarono la nomina di tale commissione, per violazione dell'articolo 64 della Costituzione mauriziana. Per tale motivo, il giorno dopo, la Presidente Gurib ha redatto la sua lettera di dimissioni, consegnandola nelle mani del Presidente dell'Assemblea nazionale Maya Hanoomanjee per essere trasmessa ai parlamentari. Dopo le dimissioni, entrate in vigore il 23 marzo 2018 a mezzogiorno, il vicepresidente Barlen Vyapoory ha assunto l'incarico di Presidente ad interim.